# 科连特斯省
科连特斯省（Corrientes）為南美國家阿根廷二十三省之一，位於阿根廷北部（右圖红色位置），該省首府為科连特斯（Corrientes）。